# بوهوسلاف (دنيبروبيتروفسكا)
بوهوسلاف (Богуслав) هي مدينة في مقاطعة دنيبروبيتروفسكا في أوكرانيا.